# Perpetuus van Maastricht

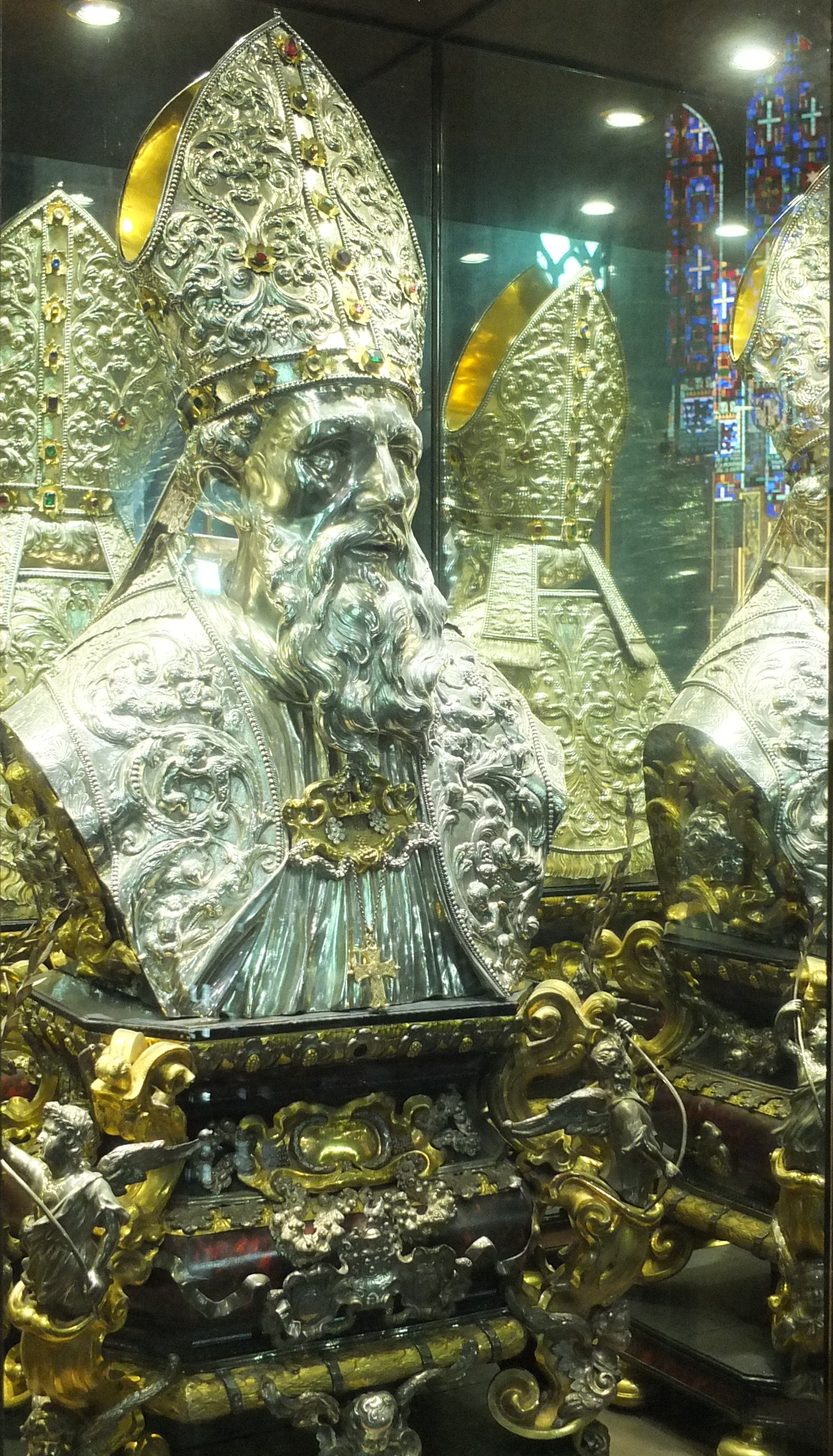
Reliekbuste van St-Perpetuus in de Collegiale kerk Onze-Lieve-Vrouw van Dinant

De heilige Perpetuus zou van 586 - 589 de veertiende bisschop van Maastricht zijn geweest. Omdat de bisschopszetel van het bisdom Maastricht later naar Luik werd overgebracht en de bisschoppen zich nog lang 'bisschop van Tongeren' bleven noemen, geldt hij tevens als de 23e bisschop van Tongeren-Maastricht-Luik.
Over zijn leven zijn geen vaststaande feiten bekend. Hij wordt pas voor het eerst genoemd door Heriger van Lobbes aan het einde van de 10e eeuw. Volgens Heriger was Perpetuus de opvolger van Monulfus en de voorganger van Gondulfus als bisschop van Maastricht. Volgens een van de legendes koos hij Dinant als residentie en stichtte er de kerk van Sint-Vincent. In die kerk werd hij ook begraven, maar later werd zijn lichaam overgebracht naar de Onze-Lieve-Vrouwekerk in dezelfde plaats.
Perpetuus is de beschermheilige van Dinant. Zijn feestdag is op 4 november. In Dinant wordt tevens de translatie van zijn relieken naar de Onze-Lieve-Vrouwekerk herdacht op 7 april. In diezelfde kerk bevindt zich een barokke reliekbuste van de heilige.